# Chile a 2000. évi nyári olimpiai játékokon
Chile az ausztráliai Sydneyben megrendezett 2000. évi nyári olimpiai játékok egyik részt vevő nemzete volt. Az országot az olimpián 14 sportágban 50 sportoló képviselte, akik összesen 1 érmet szereztek.

## Érmesek
| Érem  | Versenyző | Sportág    | Versenyszám |
| ----- | --- | ---------- | ----------- |
| Bronz | Nemzeti válogatott Cristián Álvarez Francisco Arrué Pablo Contreras Sebastián González David Henríquez Manuel Ibarra Claudio Maldonado Reinaldo Navia Rodrigo Núñez Rafael Olarra Patricio Ormazábal David Pizarro Pedro Reyes Mauricio Rojas Nelson Tapia Rodrigo Tello Iván Zamorano | Labdarúgás | Férfi       |

## Asztalitenisz
Férfi
| Versenyző                    | Versenyszám | Selejtező                                                          | Csoportkör | Csoportkör | 32-es főtábla     | Nyolcaddöntő      | Negyeddöntő       | Elődöntő          | Döntő             | Helyezés |
| Versenyző                    | Versenyszám | Ellenfél Eredmény                                                  | Ellenfél Eredmény | Hely.      | Ellenfél Eredmény | Ellenfél Eredmény | Ellenfél Eredmény | Ellenfél Eredmény | Ellenfél Eredmény | Helyezés |
| ---------------------------- | ----------- | ------------------------------------------------------------------ | --- | ---------- | ----------------- | ----------------- | ----------------- | ----------------- | ----------------- | -------- |
| Augusto Morales              | Egyes       |                                                                    | P csoport · Javhen Scsacinyin (BLR) · 13–21, 10–21, 13–21 · Philippe Saive (BEL) · 10–21, 8–21, 11–21                                     | 3.         | kiesett           | kiesett           | kiesett           | kiesett           | kiesett           | 17.      |
| Jorge Gambra                 | Egyes       |                                                                    | G csoport · Josef Plachý (CZE) · 16–21, 14–21, 14–21 · Taszaki Tosio (JPN) · 17–21, 21–11, 15–21, 15–21                                   | 3.         | kiesett           | kiesett           | kiesett           | kiesett           | kiesett           | 17.      |
| Augusto Morales Jorge Gambra | Páros       | Indonézia (INA) · Anton Suseno · Ismu Harinto · 21–8, 15–21, 21–14 | E csoport · Belgium (BEL) · Jean-Michel Saive · Philippe Saive · 18–21, 14–21 · Japán (JPN) · Iszeki Szeikó · Taszaki Tosio · 10–21, 8–21 | 3.         |                   | kiesett           | kiesett           | kiesett           | kiesett           | 25.      |

Női
| Versenyző                 | Versenyszám | Selejtező         | Csoportkör | Csoportkör | 32-es főtábla     | Nyolcaddöntő      | Negyeddöntő       | Elődöntő          | Döntő             | Helyezés |
| Versenyző                 | Versenyszám | Ellenfél Eredmény | Ellenfél Eredmény | Hely.      | Ellenfél Eredmény | Ellenfél Eredmény | Ellenfél Eredmény | Ellenfél Eredmény | Ellenfél Eredmény | Helyezés |
| ------------------------- | ----------- | ----------------- | --- | ---------- | ----------------- | ----------------- | ----------------- | ----------------- | ----------------- | -------- |
| Berta Rodríguez           | Egyes       |                   | I csoport · Rūta Garkauskaitė (LTU) · 18–21, 13–21, 21–19, 12–21 · Chunli Li (NZL) · 7–21, 4–21, 13–21                               | 3.         | kiesett           | kiesett           | kiesett           | kiesett           | kiesett           | 17.      |
| Sofija Tepes              | Egyes       |                   | G csoport · Karen Li (NZL) · 12–21, 12–21, 16–21 · Jing Jun Hong (SIN) · 7–21, 15–21, 9–21                                           | 3.         | kiesett           | kiesett           | kiesett           | kiesett           | kiesett           | 17.      |
| Silvia Morel Sofija Tepes | Páros       | erőnyerő          | F csoport · Japán (JPN) · Fudzsinuma Ai · Konisi An · 21–17, 14–21, 19–21 · Hongkong (HKG) · Song Ah Sim · Wong Ching · 17–21, 19–21 | 3.         |                   | kiesett           | kiesett           | kiesett           | kiesett           | 25.      |

## Atlétika
Férfi
| Versenyző                                                   | Versenyszám     | Előfutam | Előfutam | Előfutam | Negyeddöntő | Negyeddöntő | Negyeddöntő | Elődöntő | Elődöntő | Elődöntő | Döntő   | Döntő    |
| Versenyző                                                   | Versenyszám     | Idő      | Hely.    | Össz.    | Idő         | Hely.       | Össz.       | Idő      | Hely.    | Össz.    | Idő     | Helyezés |
| ----------------------------------------------------------- | --------------- | -------- | -------- | -------- | ----------- | ----------- | ----------- | -------- | -------- | -------- | ------- | -------- |
| Ricardo Roach                                               | 200 m           | 21,20    | 6.       | 49.      | kiesett     | kiesett     | kiesett     | kiesett  | kiesett  | kiesett  | kiesett | kiesett  |
| Mauricio Díaz                                               | 10 000 m        | 28:05,61 | 13.      | 18.      |             |             |             |          |          |          | kiesett | kiesett  |
| Carlos Zbinden                                              | 400 m gát       | 51,36    | 6.       | 45.      |             |             |             | kiesett  | kiesett  | kiesett  | kiesett | kiesett  |
| Diego Valdés Ricardo Roach Rodrigo Roach Juan Pablo Faúndez | 4 × 100 m váltó | 40,20    | 8.       | 34.      |             |             |             | kiesett  | kiesett  | kiesett  | kiesett | kiesett  |

Női
| Versenyző      | Versenyszám | Eredmény | Helyezés |
| -------------- | ----------- | -------- | -------- |
| Érika Oliveira | Maraton     | 2:35:07  | 27.      |

## Cselgáncs
Férfi
| Versenyző    | Versenyszám | Selejtező         | 32-es főtábla                   | Nyolcaddöntő      | Negyeddöntő       | Elődöntő          | Vigaszág első kör | Vigaszág negyeddöntő | Vigaszág elődöntő | Bronz- mérkőzés   | Döntő             | Helyezés    |
| Versenyző    | Versenyszám | Ellenfél Eredmény | Ellenfél Eredmény               | Ellenfél Eredmény | Ellenfél Eredmény | Ellenfél Eredmény | Ellenfél Eredmény | Ellenfél Eredmény    | Ellenfél Eredmény | Ellenfél Eredmény | Ellenfél Eredmény | Helyezés    |
| ------------ | ----------- | ----------------- | ------------------------------- | ----------------- | ----------------- | ----------------- | ----------------- | -------------------- | ----------------- | ----------------- | ----------------- | ----------- |
| Gabriel Lama | Középsúly   |                   | Rəsul Səlimov (AZE) · 0011-0011 | kiesett           | kiesett           | kiesett           |                   |                      |                   |                   |                   | helyezetlen |

## Evezés
Férfi
| Versenyző                                                     | Versenyszám                          | Előfutam | Előfutam | Vigaszág | Vigaszág | Elődöntő | Elődöntő | Elődöntő | Döntő   | Döntő   | Döntő   | Helyezés |
| Versenyző                                                     | Versenyszám                          | Idő      | Hely.    | Idő      | Hely.    | Típus    | Idő      | Hely.    | Típus   | Idő     | Hely.   | Helyezés |
| ------------------------------------------------------------- | ------------------------------------ | -------- | -------- | -------- | -------- | -------- | -------- | -------- | ------- | ------- | ------- | -------- |
| Félipe Leal                                                   | Egypárevezős                         | 7:39,43  | 5.       | 7:34,56  | 3.       | C/D      | 7:28,78  | 3.       | C       | 7:44,48 | 6.      | 17.      |
| Jorge Morgenstern Herbert Jans Christián Yantani Miguel Cerda | Könnyűsúlyú kormányos nélküli négyes | 6:21,10  | 4.       | 6:15,49  | 4.       | kiesett  | kiesett  | kiesett  | kiesett | kiesett | kiesett | 13.      |

Női
| Versenyző    | Versenyszám  | Előfutam | Előfutam | Vigaszág | Vigaszág | Elődöntő | Elődöntő | Elődöntő | Döntő | Döntő   | Döntő | Helyezés |
| Versenyző    | Versenyszám  | Idő      | Hely.    | Idő      | Hely.    | Típus    | Idő      | Hely.    | Típus | Idő     | Hely. | Helyezés |
| ------------ | ------------ | -------- | -------- | -------- | -------- | -------- | -------- | -------- | ----- | ------- | ----- | -------- |
| Soraya Jadué | Egypárevezős | 8:03,52  | 4.       | 8:02,17  | 3.       | C/D      | 8:01,30  | 1.       | C     | 7:53,56 | 1.    | 13.      |

## Íjászat
Női
| Versenyző          | Versenyszám | Selejtező | Selejtező | 64-es főtábla                         | 32-es főtábla     | Nyolcaddöntő      | Negyeddöntő       | Elődöntő          | Döntő             | Helyezés |
| Versenyző          | Versenyszám | Pont      | Kiemelt   | Ellenfél Eredmény                     | Ellenfél Eredmény | Ellenfél Eredmény | Ellenfél Eredmény | Ellenfél Eredmény | Ellenfél Eredmény | Helyezés |
| ------------------ | ----------- | --------- | --------- | ------------------------------------- | ----------------- | ----------------- | ----------------- | ----------------- | ----------------- | -------- |
| Denisse van Lamoen | Egyéni      | 605       | 59.       | Kavaucsi Szajoko (JPN) (6.) · 146-151 | kiesett           | kiesett           | kiesett           | kiesett           | kiesett           | 52.      |

## Kerékpározás

### Országúti kerékpározás
Férfi
| Versenyző      | Versenyszám   | Idő              | Helyezés      |
| -------------- | ------------- | ---------------- | ------------- |
| José Medina    | Mezőnyverseny | 5:42:02 (+12:54) | 82.           |
| Luís Sepúlveda | Mezőnyverseny | nem ért célba    | nem ért célba |

## Labdarúgás

### Férfi
| Chilei férfi labdarúgócsapat-játékoskeret | Chilei férfi labdarúgócsapat-játékoskeret                                                                                          |
| --- | --- |
| - Cristián Álvarez - Francisco Arrué - Pablo Contreras - Sebastián González - David Henríquez - Manuel Ibarra - Claudio Maldonado - Reinaldo Navia - Rodrigo Núñez | - Rafael Olarra - Patricio Ormazábal - David Pizarro - Pedro Reyes - Mauricio Rojas - Nelson Tapia - Rodrigo Tello - Iván Zamorano |

#### Eredmények
Csoportkör
| Csapat              | M | Gy | D | V | Rg | Kg | Gk | P |
| ------------------- | - | -- | - | - | -- | -- | -- | - |
| Chile (CHI)         | 3 | 2  | 0 | 1 | 7  | 3  | +4 | 6 |
| Spanyolország (ESP) | 3 | 2  | 0 | 1 | 6  | 3  | +3 | 6 |
| Dél-Korea (KOR)     | 3 | 2  | 0 | 1 | 2  | 3  | –1 | 6 |
| Marokkó (MAR)       | 3 | 0  | 0 | 3 | 1  | 7  | –6 | 0 |

| 2000. szeptember 14. 20:00 |

| Marokkó (MAR) | 1–4               | Chile (CHI)                                                     |
| ------------- | ----------------- | --------------------------------------------------------------- |
| Ouchla 79'    | (0–1) Jegyzőkönyv | Zamorano 36' 55' (11-esből) 61' (11-esből) Navia 71' (11-esből) |

| Melbourne Cricket Ground, Melbourne Nézőszám: 22 654 Játékvezető: Saad Mane (kuvaiti) |

| 2000. szeptember 17. 20:00 |

| Spanyolország (ESP) | 1–3               | Chile (CHI)              |
| ------------------- | ----------------- | ------------------------ |
| Lacruz 54'          | (0–2) Jegyzőkönyv | Olarra 24' Navia 41' 90' |

| Melbourne Cricket Ground, Melbourne Nézőszám: 58 061 Játékvezető: Felix Tangawarima (zimbabwei) |

| 2000. szeptember 20. 18:30 |

| Dél-Korea (KOR) | 1–0               | Chile (CHI) |
| --------------- | ----------------- | ----------- |
| I Dongguk 28'   | (1–0) Jegyzőkönyv |             |

| Hindmarsh Stadium, Adelaide Nézőszám: 16 309 Játékvezető: Ľuboš Micheľ (szlovák) |

Negyeddöntő
| 2000. szeptember 23. 20:00 |

| Chile (CHI)                                    | 4–1               | Nigéria (NGR) |
| ---------------------------------------------- | ----------------- | ------------- |
| Contreras 17' Zamorano 18' Navia 42' Tello 65' | (3–0) Jegyzőkönyv | Agali 76'     |

| Melbourne Cricket Ground, Melbourne Nézőszám: 44 425 Játékvezető: Saad Mane (kuvaiti) |

Elődöntő
| 2000. szeptember 26. 21:00 |

| Chile (CHI)        | 1–2               | Kamerun (CMR)                    |
| ------------------ | ----------------- | -------------------------------- |
| Abanda 78' (öngól) | (0–0) Jegyzőkönyv | M’Boma 84' Lauren 89' (11-esből) |

| Melbourne Cricket Ground, Melbourne Nézőszám: 64 338 Játékvezető: Stéphane Bré (francia) |

Bronzmérkőzés
| 2000. szeptember 29. 20:00 |

| Egyesült Államok (USA) | 0–2               | Chile (CHI)                 |
| ---------------------- | ----------------- | --------------------------- |
|                        | (0–0) Jegyzőkönyv | Zamorano 69' (11-esből) 84' |

| Football Stadium, Sydney Nézőszám: 26 381 Játékvezető: Simon Micallef (ausztrál) |

| Csapat      | Helyezés |
| ----------- | -------- |
| Chile (CHI) |          |

## Lovaglás
Díjugratás
| Versenyző        | Ló                        | Versenyszám | Selejtező | Selejtező | Selejtező | Selejtező | Selejtező | Selejtező | Selejtező | Selejtező | Döntő   | Döntő   | Döntő   | Döntő   | Végeredmény | Végeredmény |
| Versenyző        | Ló                        | Versenyszám | 1. kör    | 1. kör    | 2. kör    | 2. kör    | 2. kör    | 3. kör    | 3. kör    | 3. kör    | 1. kör  | 1. kör  | 2. kör  | 2. kör  | Végeredmény | Végeredmény |
| Versenyző        | Ló                        | Versenyszám | Bünt.     | Hely.     | Bünt.     | Össz.     | Hely.     | Bünt.     | Össz.     | Hely.     | Bünt.   | Hely.   | Bünt.   | Hely.   | Bünt.       | Helyezés    |
| ---------------- | ------------------------- | ----------- | --------- | --------- | --------- | --------- | --------- | --------- | --------- | --------- | ------- | ------- | ------- | ------- | ----------- | ----------- |
| Carlos Milthaler | A.S. Shylok               | Egyéni      | 5,50      | 16.       | 16,00     | 21,50     | 43.       | 0,00      | 21,50     | 23.       | 20,75   | 42.     | kiesett | kiesett | kiesett     | kiesett     |
| Joaquín Larraín  | Jagermeister Santa Monica | Egyéni      | 17,00     | 54.       | 12,00     | 29,00     | 54.       | 60,50     | 89,50     | 67.       | kiesett | kiesett | kiesett | kiesett | kiesett     | kiesett     |

## Sportlövészet
Férfi
| Versenyző       | Versenyszám    | Selejtező | Selejtező | Döntő   | Döntő    |
| Versenyző       | Versenyszám    | Pont      | Helyezés  | Pont    | Helyezés |
| --------------- | -------------- | --------- | --------- | ------- | -------- |
| Christián Muñoz | Légpisztoly    | 559       | 40.       | kiesett | kiesett  |
| Christián Muñoz | Szabadpisztoly | 537       | 36.       | kiesett | kiesett  |
| Marcelo Yarad   | Skeet          | 122       | 9.*       | kiesett | kiesett  |

** - két másik versenyzővel azonos eredményt ért el

## Taekwondo
Férfi
| Versenyző   | Versenyszám | Selejtező               | Negyeddöntő       | Elődöntő          | Vigaszág negyeddöntő       | Vigaszág elődöntő | Bronz- mérkőzés   | Döntő             | Helyezés |
| Versenyző   | Versenyszám | Ellenfél Eredmény       | Ellenfél Eredmény | Ellenfél Eredmény | Ellenfél Eredmény          | Ellenfél Eredmény | Ellenfél Eredmény | Ellenfél Eredmény | Helyezés |
| ----------- | ----------- | ----------------------- | ----------------- | ----------------- | -------------------------- | ----------------- | ----------------- | ----------------- | -------- |
| Félipe Soto | Váltósúly   | Ángel Matos (CUB) · 2-9 |                   |                   | Víctor Estrada (MEX) · 1-6 | kiesett           | kiesett           |                   | 7.       |

## Tenisz
Férfi
| Versenyző                  | Versenyszám | 64-es főtábla                          | 32-es főtábla                                         | Nyolcaddöntő      | Negyeddöntő       | Elődöntő          | Bronz- mérkőzés   | Döntő             | Helyezés |
| Versenyző                  | Versenyszám | Ellenfél Eredmény                      | Ellenfél Eredmény                                     | Ellenfél Eredmény | Ellenfél Eredmény | Ellenfél Eredmény | Ellenfél Eredmény | Ellenfél Eredmény | Helyezés |
| -------------------------- | ----------- | -------------------------------------- | ----------------------------------------------------- | ----------------- | ----------------- | ----------------- | ----------------- | ----------------- | -------- |
| Nicolás Massú              | Egyes       | Slava Doseděl (CZE) · 6–2, 7–6         | Juan Carlos Ferrero (ESP) · 4–6, 6–7                  | kiesett           | kiesett           | kiesett           | kiesett           | kiesett           | 17.      |
| Marcelo Ríos               | Egyes       | Mariano Zabaleta (ARG) · 7–6, 4–6, 5–7 | kiesett                                               | kiesett           | kiesett           | kiesett           | kiesett           | kiesett           | 33.      |
| Nicolás Massú Marcelo Ríos | Páros       |                                        | Dél-Korea (KOR) · I Hjongthek · Jun Jongil · 3–6, 4–6 | kiesett           | kiesett           | kiesett           | kiesett           | kiesett           | 17.      |

## Triatlon
| Versenyző    | Versenyszám | 1,5 km úszás | Depózás 1 | 40 km kerékpározás | Depózás 2 | 10 km futás | Összesítés | Összesítés |
| Versenyző    | Versenyszám | Idő          | Idő       | Idő                | Idő       | Idő         | Idő        | Helyezés   |
| ------------ | ----------- | ------------ | --------- | ------------------ | --------- | ----------- | ---------- | ---------- |
| Matías Brain | Férfi       | 18:28,09     | 28,50     | 58:21,50           | 24,80     | 36:02,01    | 1:53:44,90 | 41.        |

## Úszás
Férfi
| Versenyző         | Versenyszám | Előfutam | Előfutam | Előfutam | Elődöntő | Elődöntő | Elődöntő | Döntő   | Döntő    |
| Versenyző         | Versenyszám | Idő      | Hely.    | Össz.    | Idő      | Hely.    | Össz.    | Idő     | Helyezés |
| ----------------- | ----------- | -------- | -------- | -------- | -------- | -------- | -------- | ------- | -------- |
| Rodrigo Olivares  | 50 m gyors  | 24,50    | 7.       | 55.      | kiesett  | kiesett  | kiesett  | kiesett | kiesett  |
| Rodrigo Olivares  | 100 m gyors | 53,50    | 8.       | 62.      | kiesett  | kiesett  | kiesett  | kiesett | kiesett  |
| Giancarlo Zolezzi | 400 m gyors | 4:01,51  | 2.       | 40.      |          |          |          | kiesett | kiesett  |

## Vívás
Női
| Versenyző     | Versenyszám       | Selejtező                     | 32-es főtábla     | Nyolcaddöntő      | Negyeddöntő       | Elődöntő          | Bronz- mérkőzés   | Döntő             | Helyezés |
| Versenyző     | Versenyszám       | Ellenfél Eredmény             | Ellenfél Eredmény | Ellenfél Eredmény | Ellenfél Eredmény | Ellenfél Eredmény | Ellenfél Eredmény | Ellenfél Eredmény | Helyezés |
| ------------- | ----------------- | ----------------------------- | ----------------- | ----------------- | ----------------- | ----------------- | ----------------- | ----------------- | -------- |
| Caterin Bravo | Párbajtőr, egyéni | Jūlija Vansoviča (LAT) · 5-15 | kiesett           | kiesett           | kiesett           | kiesett           | kiesett           | kiesett           | 36.      |